# Marian Petrescu

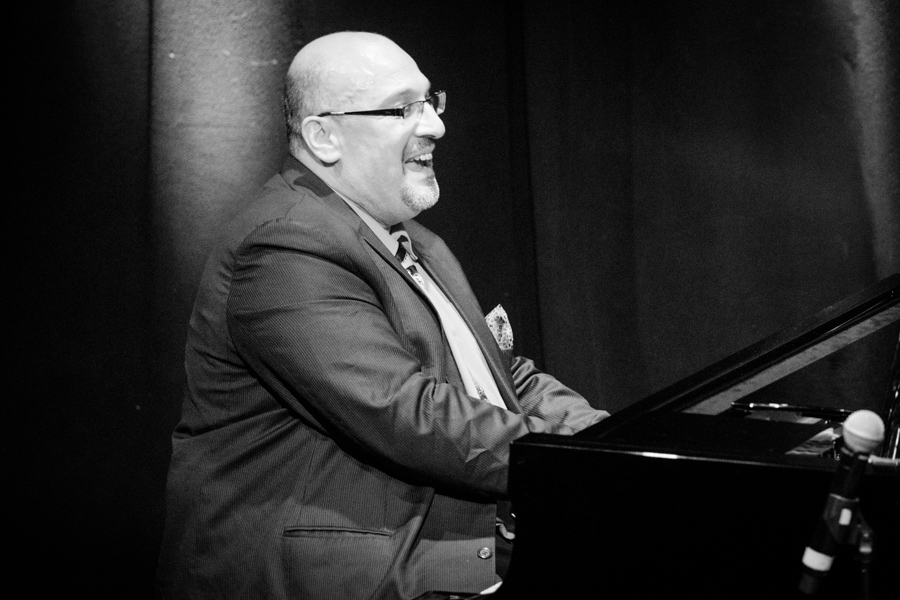
Marian Petrescu

Marian Petrescu (* 25. Juni 1970 in Bukarest) ist ein rumänischer Jazzpianist. Sein Lehrer Martial Solal nannte ihn den „Horowitz des Jazz-Piano.“

## Leben und Wirken
Petrescu, der aus einer Musikerfamilie stammt, spielt seit seinem vierten Lebensjahr Klavier. Er zog in den 1980er Jahren nach Schweden, wo er das Konservatorium in Stockholm besuchte. Dann setzte er seine Studien an der Sibelius-Akademie in Helsinki fort.
Seit er in seinem 15. Lebensjahr bei Pori Jazz aufgetreten ist, ist er in der Jazzszene aktiv. Er arbeitete mit Antti Sarpila,
James Morrison, Arturo Sandoval, Toots Thielemans, Al Jarreau, Didier Lockwood, Jon Larsen, Richie Beirach, Tony Williams, Ulf Wakenius, Ray Charles Band, Lars Danielsson, Riccardo Del Fra, Ron McClure oder dem Hot Club de Norvège. Auf Festivals wie der Jazz Baltica, dem Montreux Jazz Festival oder dem North Sea Jazz Festival trat er auf.

## Preise und Auszeichnungen
Petrescu erhielt den ersten Preis beim Bucharest Jazz Festival (1992); bei der Martial Solal Jazz Piano Competition (1989) belegte er den zweiten Preis. 2010 erhielt er mit der Resonance Big Band einen Grammy Award für die Interpretation eines Arrangements von Bill Cunliffe.

## Diskographische Hinweise
- 1986: Pianist (Kompass Records)
- 2006: Body and Soul (Hot Club Records)
- 2009: Resonance Big Band Pays Tribute to Oscar Peterson (Resonance Records)[6]
- 2010: Marian Petrescu Quartet with Andreas Öberg: Thrivin’ – Live at Jazz Standard (Resonance Records)[1]
- 2022: Petrescu / Locher / Riel: Live at Jazzhus Montmartre Copenhagen (Edition Collage)[7]